# Sheila Tlou
Sheila Dinotshe Tlou is een verpleegkundige uit Botswana. Ze is specialist in hiv/aids bestrijding en een voorvechtster van vrouwenrechten. Ook leidt ze verpleegkundigen op. Ze was van 2004-2008 minister van volksgezondheid in Botswana.
Tlou studeerde aan Teachers College van de Columbia-universiteit in de Verenigde Staten. Ze is internationaal actief en een graag geziene gast op conferenties en congressen over aids en vrouwenrechten. 
In 2002 was ze de spreekster op de Anna Reynvaan Lezing in Amsterdam.